# Basilia bellardi
Basilia bellardi är en tvåvingeart som först beskrevs av Camillo Rondani 1878.  Basilia bellardi ingår i släktet Basilia och familjen lusflugor. Inga underarter finns listade i Catalogue of Life.